# Ronde van Frankrijk 2023/Vijftiende etappe

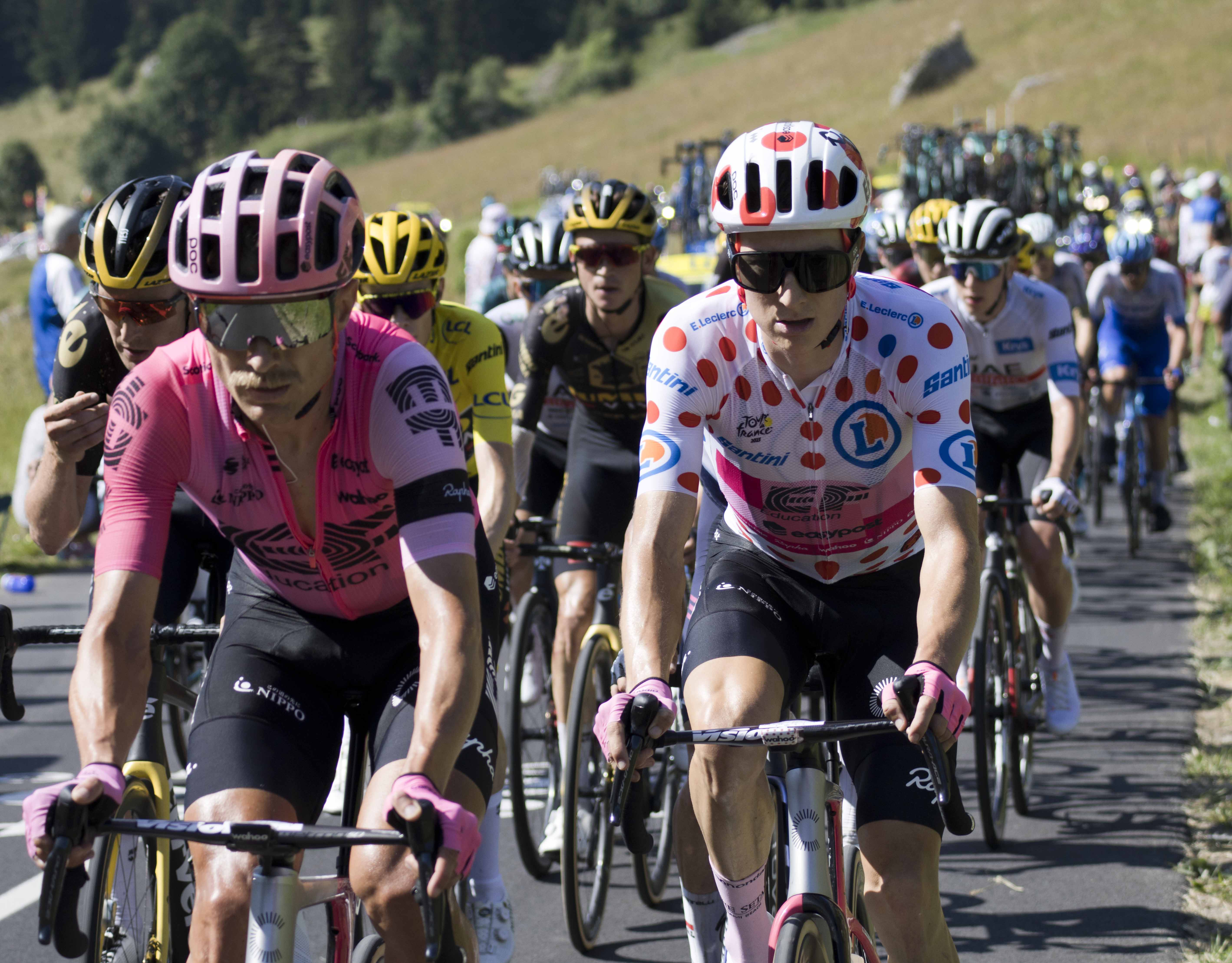
Het peloton op de Col des Aravis. Magnus Cort Nielsen (links) en Neilson Powless

De vijftiende etappe van de Ronde van Frankrijk 2023 was een bergrit met een lengte van 179,0 kilometer. De etappe werd verreden op 16 juli met de start in Les Gets, Les Portes du Soleil en de finish in Saint-Gervais Mont Blanc Le Bettex.

## Parcours
Het begin van de etappe was relatief vlak, meer kende wel een niet-gecategorieseerde klim op de Col des Fleuries van ruim acht kilometer lengte. De tussensprint lag na 72 kilometer fietsen in Bluffy en direct daarna volgde de eerste beklimming van de eerste categorie, de Col de la Forclaz de Montmin. De volgende klim van eerste categorie lag op de Col de la Croix Fry met de top na 124,5 kilometer. Na een korte afdaling volgde de korte klim van derde categorie op de Col des Aravis. Na 165 kilometer volgde de korte maar steile klim van tweede categorie op de Côte des Amerands welke gevolgd werd door de slotklim van eerste categorie naar de finish in Saint-Gervais Mont Blanc Le Bettex.

## Verloop
Wout Poels heeft de tweede Alpenrit in de Tour gewonnen. De renner van Bahrain-Victorious was in de etappe over vijf Alpencols de sterkste van een vroege vluchtgroep van 38 renners.
Aan het begin van deze etappe liepen verschillende aanvallen om een kopgroep te vormen op niets uit. Met nog 139 kilometer te gaan demarreerden de Fransman Julian Alaphilippe en de Kazachse renner Aleksej Loetsenko en zij pakten al snel dertig seconden op het peloton. Ze werden niet veel later achtervolgd door een grote groep renners met sterke klimmers, zoals Giulio Ciccone, Thibaut Pinot, Mikel Landa, Jon Izagirre, Mattias Skjelmose Jensen en Michael Woods. Ook Wout Poels en Wout van Aert behoorden tot deze grote groep.
De wedstrijd viel in een beslissende plooi door een door een fotograferende toeschouwer veroorzaakte valpartij. Sepp Kuss en zijn Jumbo-ploeggenoot Nathan Van Hooydonck gingen onderuit en het peloton deed het daarna kilometerslang rustig aan. De 38 man die op dat moment (na 51 km) voorop reden, zagen hun marge oplopen tot acht minuten aan de voet van de Col de la Forclaz de Montmin. Op de top had Loetsenko een voorsprong op Alaphilippe, maar in de afdaling haalde een deel van de achtervolgende groep de twee mannen in. Het peloton met de gele trui had al acht minuten en dertig seconden achterstand op de vluchters. Met nog 73 km te gaan, ging de Oostenrijker Marco Haller er alleen vandoor en op de Col de la Croix Fry, de Portugees Rui Costa sloot zich bij hem aan en liet hem vervolgens staan voordat hij op zijn beurt werd ingerekend door de achtervolgende groep op 1,5 km van de top. Het was de Italiaan Giulio Ciccone die de leiding nam voor Wout van Aert, terwijl de groep nog maar 21 renners telde.
Op de klim naar de Col des Aravis, viel de Spanjaard Marc Soler aan en bevond zich alleen aan de leiding van de wedstrijd op de top. In de afdaling werd hij gegrepen door een trio achtervolgers: Wout van Aert, Wout Poels en Krists Neilands. Het peloton met de gele trui had op de top een achterstand van meer dan zes minuten. Het leidende kwartet verloor Neilands, die in de afdaling ten val kwam. Met nog 30 kilometer te gaan hadden van Aert, Poels en Soler vijftig seconden voorsprong op hun naaste twaalf achtervolgers.
Aan de voet van de Côte des Amerands had het leidende trio, een voorsprong van één minuut en twintig seconden op de achtervolgende groep en zeven minuten en dertig seconden op de groep met de gele trui. Met een splijtende demarrage op de voorlaatste en zeer steile klim viel Wout Poels aan en hij breidde zijn voorsprong op Wout van Aert gestaag uit op de slotklim terwijl Marc Soler de man met de hamer tegenkwam. Poels won de etappe met meer dan twee minuten voorsprong op de Belg en met exact drie minuten op de Fransman Mathieu Burgaudeau.
Anders dan in de Alpenrit van zaterdag bleef een secondespel tussen Tadej Pogačar en Jonas Vingegaard uit. Pogačar probeerde een korte aanval met minder dan een kilometer te gaan, maar Vingegaard volgde gemakkelijk. Samen kwamen ze over de finish ruim zes minuten achter de winnaar. Wel kreeg de bergtrui met Giulio Ciccone een nieuwe eigenaar. De Italiaan nam de bolletjestrui over van Vingegaard.

## Uitslag etappe
| Les Gets, Les Portes du Soleil – Saint-Gervais Mont Blanc Le Bettex (179,0 km) |                          |                    |          |
| Plaats                                                                         | Naam                     | Ploeg              | Tijd     |
| 1                                                                              | Wout Poels               | Bahrain-Victorious | 4u40'45" |
| 2                                                                              | Wout van Aert            | Team Jumbo-Visma   | + 2'08"  |
| 3                                                                              | Mathieu Burgaudeau       | Team TotalEnergies | + 3'00"  |
| 4                                                                              | Lawson Craddock          | Team Jayco AlUla   | + 3'10"  |
| 5                                                                              | Mikel Landa              | Bahrain-Victorious | + 3'14"  |
| 6                                                                              | Thibaut Pinot            | Groupama-FDJ       | z.t.     |
| 7                                                                              | Guillaume Martin         | Cofidis            | + 3'32"  |
| 8                                                                              | Mattias Skjelmose Jensen | Lidl-Trek          | + 3'43"  |
| 9                                                                              | Simon Guglielmi          | Arkéa-Samsic       | + 3'59"  |
| 10                                                                             | Warren Barguil           | Arkéa-Samsic       | + 4'20"  |

 –  Adrien Petit was de strijdlustigste renner van de vijftiende etappe.

## Klassementen

### Algemeen klassement
| Algemeen klassement (gele trui) |                  |                    |            |
| Plaats                          | Naam             | Ploeg              | Tijd       |
| Gele trui                       | Jonas Vingegaard | Team Jumbo-Visma   | 62u34'17"  |
| 2                               | Tadej Pogačar    | UAE Team Emirates  | + 10"      |
| 3                               | Carlos Rodríguez | INEOS Grenadiers   | + 5'21"    |
| 4                               | Adam Yates       | UAE Team Emirates  | + 5'40"    |
| 5                               | Jai Hindley      | BORA-hansgrohe     | + 6'38"    |
| 6                               | Sepp Kuss        | Team Jumbo-Visma   | + 8'15"    |
| 7                               | Pello Bilbao     | Bahrain-Victorious | + 10'11"   |
| 8                               | Simon Yates      | Team Jayco AlUla   | + 10'48"   |
| 9                               | David Gaudu      | Groupama-FDJ       | + 14'07"   |
| 10                              | Guillaume Martin | Cofidis            | + 14'18"   |
|                                 |                  |                    |            |
| 19                              | Wilco Kelderman  | Team Jumbo-Visma   | + 55'43"   |
| 23                              | Wout van Aert    | Team Jumbo-Visma   | + 1u07'25" |

### Puntenklassement
| Puntenklassement (groene trui) |                   |                          |        |
| Plaats                         | Naam              | Ploeg                    | Punten |
| Groene trui                    | Jasper Philipsen  | Alpecin-Deceuninck       | 323    |
| 2                              | Mads Pedersen     | Lidl-Trek                | 179    |
| 3                              | Bryan Coquard     | Cofidis                  | 178    |
| 4                              | Wout van Aert     | Team Jumbo-Visma         | 139    |
| 5                              | Tadej Pogačar     | UAE Team Emirates        | 129    |
| 6                              | Jordi Meeus       | BORA-hansgrohe           | 96     |
| 7                              | Dylan Groenewegen | Team Jayco AlUla         | 92     |
| 8                              | Biniam Girmay     | Intermarché-Circus-Wanty | 90     |
| 9                              | Michael Woods     | Israel-Premier Tech      | 88     |
| 10                             | Victor Lafay      | Cofidis                  | 80     |

### Bergklassement
| Bergklassement (bolletjestrui) |                            |                        |        |
| Plaats                         | Naam                       | Ploeg                  | Punten |
| Bolletjestrui                  | Giulio Ciccone             | Lidl-Trek              | 58     |
| 2                              | Neilson Powless            | EF Education-EasyPost  | 58     |
| 3                              | Jonas Vingegaard           | Team Jumbo-Visma       | 54     |
| 4                              | Tadej Pogačar              | UAE Team Emirates      | 48     |
| 5                              | Wout van Aert              | Team Jumbo-Visma       | 47     |
| 6                              | Felix Gall                 | AG2R-Citroën           | 32     |
| 7                              | Jai Hindley                | BORA-hansgrohe         | 31     |
| 8                              | Tobias Halland Johannessen | Uno-X Pro Cycling Team | 30     |
| 9                              | Michał Kwiatkowski         | INEOS Grenadiers       | 30     |
| 10                             | Michael Woods              | Israel-Premier Tech    | 28     |
|                                |                            |                        |        |
| 11                             | Wout Poels                 | Alpecin-Deceuninck     | 20     |

### Jongerenklassement
| Jongerenklassement (witte trui) |                            |                        |            |
| Plaats                          | Naam                       | Ploeg                  | Tijd       |
| Witte trui                      | Tadej Pogačar              | UAE Team Emirates      | 62u34'27"  |
| 2                               | Carlos Rodríguez           | INEOS Grenadiers       | + 5'11"    |
| 3                               | Felix Gall                 | AG2R-Citroën           | + 14'29"   |
| 4                               | Tom Pidcock                | INEOS Grenadiers       | + 16'43"   |
| 5                               | Mathieu Burgaudeau         | Team TotalEnergies     | + 1u21'08" |
| 6                               | Mattias Skjelmose Jensen   | Lidl-Trek              | + 1u22'16" |
| 7                               | Tobias Halland Johannessen | Uno-X Pro Cycling Team | + 2u04'01" |
| 8                               | Matteo Jorgenson           | Movistar Team          | + 2u14'50" |
| 9                               | Maxim Van Gils             | Lotto-Dstny            | + 2u22'56" |
| 10                              | Clément Champoussin        | Arkéa-Samsic           | + 2u27'38" |
|                                 |                            |                        |            |
| 14                              | Lars van den Berg          | Groupama-FDJ           | + 2u56'30" |

### Ploegenklassement
| Ploegenklassement |                    |            |
| Plaats            | Ploeg              | Tijd       |
|                   | Team Jumbo-Visma   | 173u57'06" |
| 2                 | INEOS Grenadiers   | + 3'22"    |
| 3                 | UAE Emirates       | + 7'39"    |
| 4                 | Bahrain-Victorious | + 10'22"   |
| 5                 | Groupama-FDJ       | + 42'41"   |

## Uitvaller
- Daniel Martínez (INEOS Grenadiers): Niet gestart in de 15 etappe door hersenschudding na val in de 14e etappe.

1e etappe ·
2e etappe ·
3e etappe ·
4e etappe ·
5e etappe ·
6e etappe ·
7e etappe ·
8e etappe ·
9e etappe ·
10e etappe ·
11e etappe ·
12e etappe ·
13e etappe ·
14e etappe ·
15e etappe ·
16e etappe ·
17e etappe ·
18e etappe ·
19e etappe ·
20e etappe ·
21e etappe
Startlijst · Eindstanden · Afbeeldingen